# Lifting de corazón
Lifting de corazón es una película argentina dramática dirigida por Eliseo Subiela, estrenada el 2 de marzo de 2006.

## Reparto
Intervinieron en el filme los siguientes intérpretes:
- Pep Munné como Antonio Ruiz
- María Barranco como Cristina
- Arturo Bonín como Ezequiel
- Moro Anghileri como Delia
- Rosario Prado como Elisa
- Alfredo Casero como Taxista
- Silvia Rey como Laura
- Adrián Iaies como Julia
- Félix López Rufo como Ramiro
- Jean Pierre Noher
- Pascual Condito como Taxista
- Martín Aldasoro como Bailarín de tango